# Tribunal de district de Nijni Novgorod
Le tribunal de district de Nijni Novgorod (russe : Здание Окружного суда Нижнего Новгорода) est un édifice du patrimoine protégé de Nijni Novgorod en Russie. Il se trouve dans le centre historique de la ville, au n° 17 rue Bolchaïa Pokrovskaïa. Il a été construit en 1889-1896 par l'architecte V.I. Brioukhatov. Il représente un des meilleurs exemples de l'architecture éclectique de la ville, conservé dans son aspect originel.

## Histoire
La maison du vice-gouverneur, maison de pierre à un étage avec sept fenêtres en façade, fut construite à cet emplacement à la fin du XVIIIe siècle. Une annexe de bois sans étage avec une mezzanine se trouvait sur sa droite. Au début du XIXe siècle, la grande maison est agrandie du côté de la rue de la Noblesse (aujourd'hui rue d'Octobre). Il y avait une grande cour et au fond un jardin. Le gouverneur militaire y habitait dans les années 1830 en attendant la construction de sa nouvelle résidence dans le kremlin. Alexandre Pouchkine y fut reçu en 1833 par le gouverneur Mikhaïl Boutourline. Au début des années 1890, il est nécessaire de construire un nouveau tribunal de district.

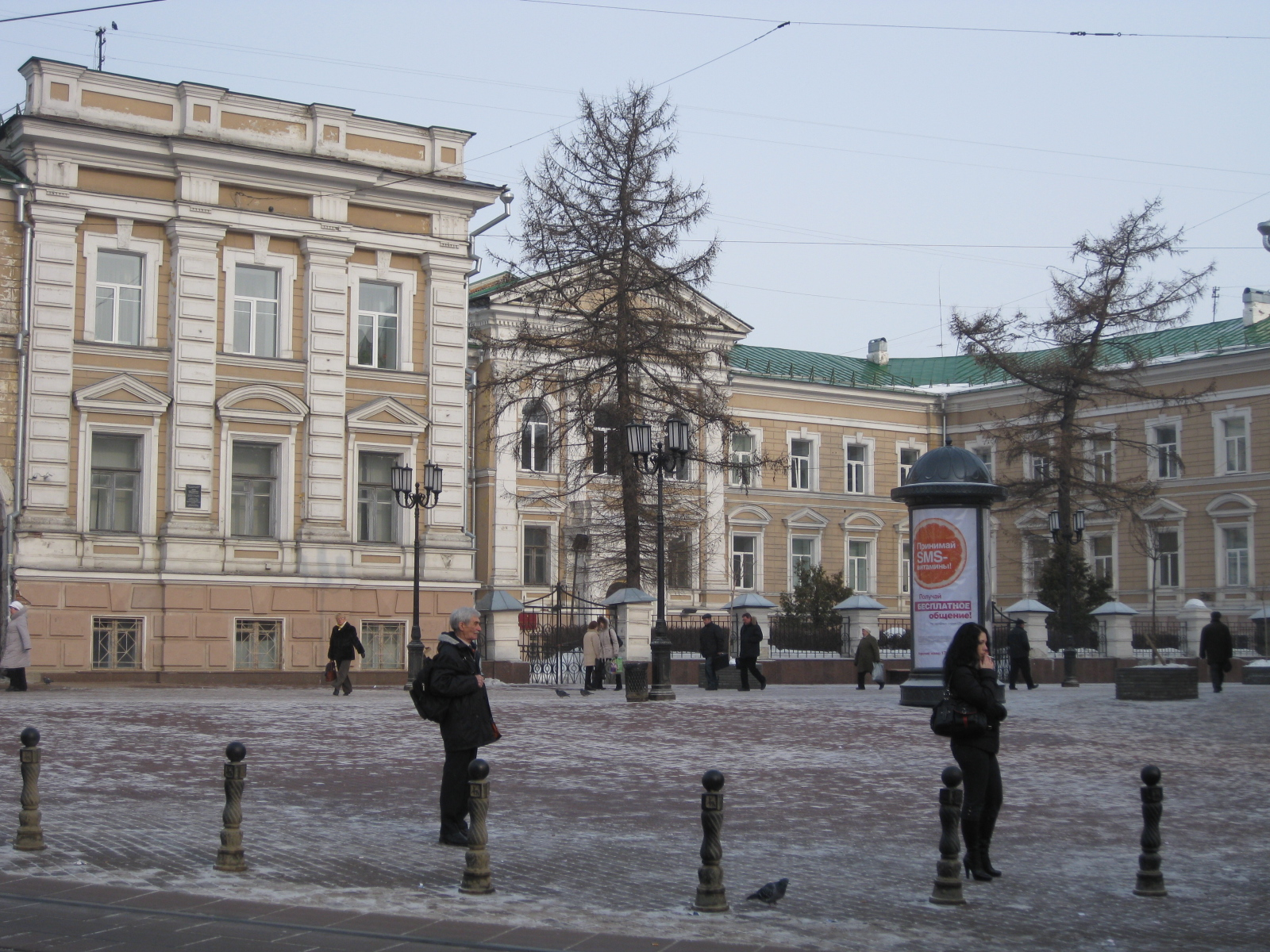
L'édifice avec ses deux corps de bâtiment en avancée.

La construction du nouvel édifice est terminée en 1896 selon les dessins de l'architecte Brioukhatov. Il sert d'hôtel pendant l'exposition industrielle panrusse de 1896 pour les hôtes de marque (« hôtel Central » de 50 chambres avec restaurant comprenant des cabinets privés et salle de réunion). 
Le tribunal s'installe dans l'édifice en 1897. En 1902, y a lieu le procès de l'ouvrier Piotr Zalomov qui inspira le personnage de Pavel Vlassov dans La Mère de Maxime Gorki. 
Le tribunal a continué de fonctionner pendant la période soviétique. Le tribunal régional s'y installe en 1925 (tribunal de province puis d'oblast). Des sols de béton sont installés dans le vestibule et les halls en 1938. Un incendie survient en 2006 frappant les constructions de bois du toit, les toitures, et les décorations de stuc du premier étage. Des travaux de restauration sont menés comprenant en plus la façade principale et les intérieurs.

## Architecture
La façade est de style éclectique en harmonie avec les autres édifices alentour, comme l'assemblée de la Noblesse, l'architecte ayant repris des éléments de style classique. Le tribunal est de style éclectique académique. La façade est symétrique avec deux avant-corps, un portique à pilastres surmonté d'un fronton triangulaire au centre de la façade. L'enceinte comprend un portail central à guichet et de portails de côté. Le portique central tétrastyle est l'élément le plus imposant, les chapiteaux et pilastres sont d'ordre composite, l'entablement - classique de proportion - possède une corniche simple.